# デアリング級駆逐艦
デアリング級駆逐艦（英語: Daring-class destroyer）はイギリス海軍の駆逐艦の艦級。先行する後期バトル級の発展型として1944年度戦時予算で建造されたことから、当初は1944年型バトル級（1944 'Battles'）とも称された。ネームシップの建造費は2,280,000英ポンドであった。
戦時予算により建造された最後のイギリス駆逐艦であると同時に、艦砲と魚雷を主武装とした最後のイギリス駆逐艦であり、また在来型としてはもっとも重武装のイギリス駆逐艦でもあった。このため海軍では当初、駆逐艦の域を超えた小型巡洋艦として扱っており、単に"Daring-class ships"と称されていた時期もあった。この際には、軽巡洋艦に準じて、艦長としては大佐が補されていた。

## 来歴
第二次世界大戦中、イギリス海軍は、O級からCr級まで14次にわたる戦時急造駆逐艦を建造した。これらは順次に装備の改正を重ねてはいたものの、特にQ級以降は基本設計をほとんど変更しないことで量産性を向上させ、戦局が窮迫するなかで112隻という大量建造を実現した。
その後戦局の安定に伴い、1942年度計画では、新しいバトル級の建造が開始された。これは従来の戦時急造駆逐艦の設計から脱却した強力な艦隊駆逐艦であり、1943年度計画でも、多少拡幅するとともに装備を改正した後期バトル級が建造された。両級では4.5インチ連装砲2基を搭載していたが、前方火力を重視する実戦部隊の要望を受けて艦砲は船首側に集中配置されており、艦尾側には高角機銃しか配置されておらず、後方火力の弱体さが指摘されていた。
その後、甲板下への埋め込み部分を排することで軽量化し、艦内レイアウトへの影響も低減した新型砲塔が開発されたことを受けて、これを採用して艦尾側にもう1基の連装砲を追加することが検討されるようになり、1943年8月2日には概念設計の作成が下令された。これによって建造されたのが本級である。

## 設計

### 船体

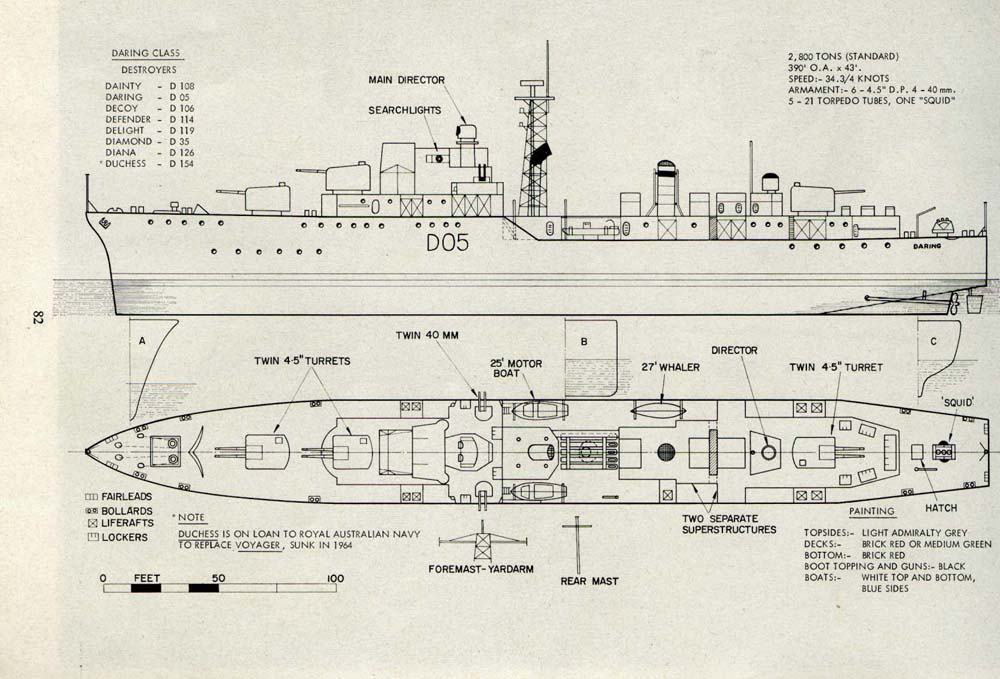
配置図。

上記の経緯より、基本的にはバトル級をもとに発展させた設計となっており、船型としても同じく長船首楼型を採用した。重装備化のため、全長にして11フィート (3.4 m)、全幅にして12.5フィート (3.8 m)拡大され、過度の大型化による運動性低下として批判されることもあった。ただしこのような船体の大型化にもかかわらず、トップヘビーによる復原性の低下が危惧されたことから、同年度計画のG級（後に建造中止）と同様、甲板高さの減高およびアルミニウム合金の導入、溶接工法の範囲拡大などの重量削減策が講じられた。またレーダーピケット艦としての運用が想定されたこともあり、艦橋構造物は拡大されたほか、NBC防護を想定した構造となった。
大きな変更点として、ボイラーとタービンのシフト配置化がある。これは先行するウェポン級において、アメリカ駆逐艦に倣って導入された新機軸であり、同級と同様に煙突は2本式となって、1番煙突はラティスマストの基部と一体化しており、マック構造となっている。

### 機関
当時、アメリカ製の機関と比してイギリス製の機関が重い割に出力が低いことが問題になっていたが、本級はその是正を試みた初の艦級となった。後期バトル級では出力50,000馬力に対して743トンであったのに対し、本級では艦型拡大を補うために出力を54,000馬力に増強したにもかかわらず、機関部重量は700トンに抑えられた。主機はPAMETRADA（Parsons and Marine Engineering Turbine Research and Development Association）製のパーソンズ式またはイングリッシュ・エレクトリック式のオール・ギアード・タービンが搭載された。なお、従来のギアード・タービンは1段減速式であったが、本級では初めて2段減速式となり、主機の全長短縮に繋がった。また本級では推進器の回転数は300 rpmに低減された（バトル級では320 rpm）。これは推進効率の向上とともに、水中放射雑音の低減による探信儀の性能向上という観点でも恩恵があった。
主機の出力増強に伴い、ボイラーの蒸気性状も、バトル級の圧力400 lbf/in2 (28 kgf/cm2)、温度700 °F (371 °C)に対して、圧力650 lbf/in2 (46 kgf/cm2)、温度850 °F (454 °C)と高温・高圧化されており、高温・高圧缶の試験艦として1927年度で建造された「アケロン」の蒸気性状を初めて上回った。ボイラーは「デアリング」「デライト」「デコイ」「ディアナ」ではバブコック・アンド・ウィルコックス式、それ以外の艦はフォスター・ホイラー式であった。なおイギリス駆逐艦はJ級以来ボイラー2缶による機関構成を連綿と堅持してきたが、本級ではとうとう、ボイラー2缶で発揮できる上限出力に達した。
電源としては、タービン主発電機（出力350キロワット）2基とディーゼル停泊発電機（出力150キロワット）3基を搭載した。また本級のうち、「デインティ」「デアリング」「ディフェンダー」「デライト」では従来通りの220ボルトの直流であったが、それ以外の艦では新しい440ボルト/60ヘルツの三相交流を採用し、これは新しい標準となった。

## 装備
上記の経緯により、艦砲としては45口径11.4cm砲（QF 4.5インチ砲Mk.V）を最大仰角80度のRP41 Mk.VI*連装砲架と組み合わせて搭載した。これは甲板下への埋め込み部分を排したモデル（"Upper Deck"）であり、1947年より前期バトル級「セインツ」で海上試験が行われており、当初は後期バトル級の後期建造艦から装備化する予定であったが、これは発注そのものが取り消されたことから、本級での装備化となった。なお本級での搭載とあわせて、砲も砲架とあわせてMk.6と改称された。方位盤としては、前期バトル級のMk.VI（275型レーダー装備）およびフライプレーン照準算定機の組み合わせが踏襲され、改良に伴って後にMk.6Mと改称されたほか、1963年以降はMRS-3（903型レーダー装備）に更新された。
近距離用の対空兵器は、当初は新開発のBUSTER式56口径40mm連装機銃が検討されていたものの、結局、後期バトル級と同じSTAAG（Stabilized Tachymetric Anti-Aircraft Gun）式56口径40mm連装機銃となり、機銃射撃指揮装置もMRS-1からCRBF（Close Range Barrage Fire）に変更された。また後に、軸線上の機銃はMk.Vに変更され、その機銃射撃指揮装置は艦砲の副方位盤としても使えるように措置された。
対潜兵器としては、計画段階では対潜迫撃砲を廃して爆雷のみとすることも検討されたものの、最終的にはバトル級と同じくスキッド1基が搭載された。なお新開発のリンボーの搭載も予定されていたが、これは実現しなかった。ただし、オーストラリア海軍向けに建造された「ヴォイジャー」「ヴェンデッタ」「ヴァンパイア」は、イギリス艦のスキッドの替わりにリンボーを1基装備して建造された。
対艦兵器としては、バトル級で再度雷装強化に舵を切っており、同級の21インチ5連装魚雷発射管2基という構成が踏襲された。ただし後部発射管は1958年から1959年にかけて、また前部発射管も1963年の改修で撤去された。

### オーストラリアでの近代化改修

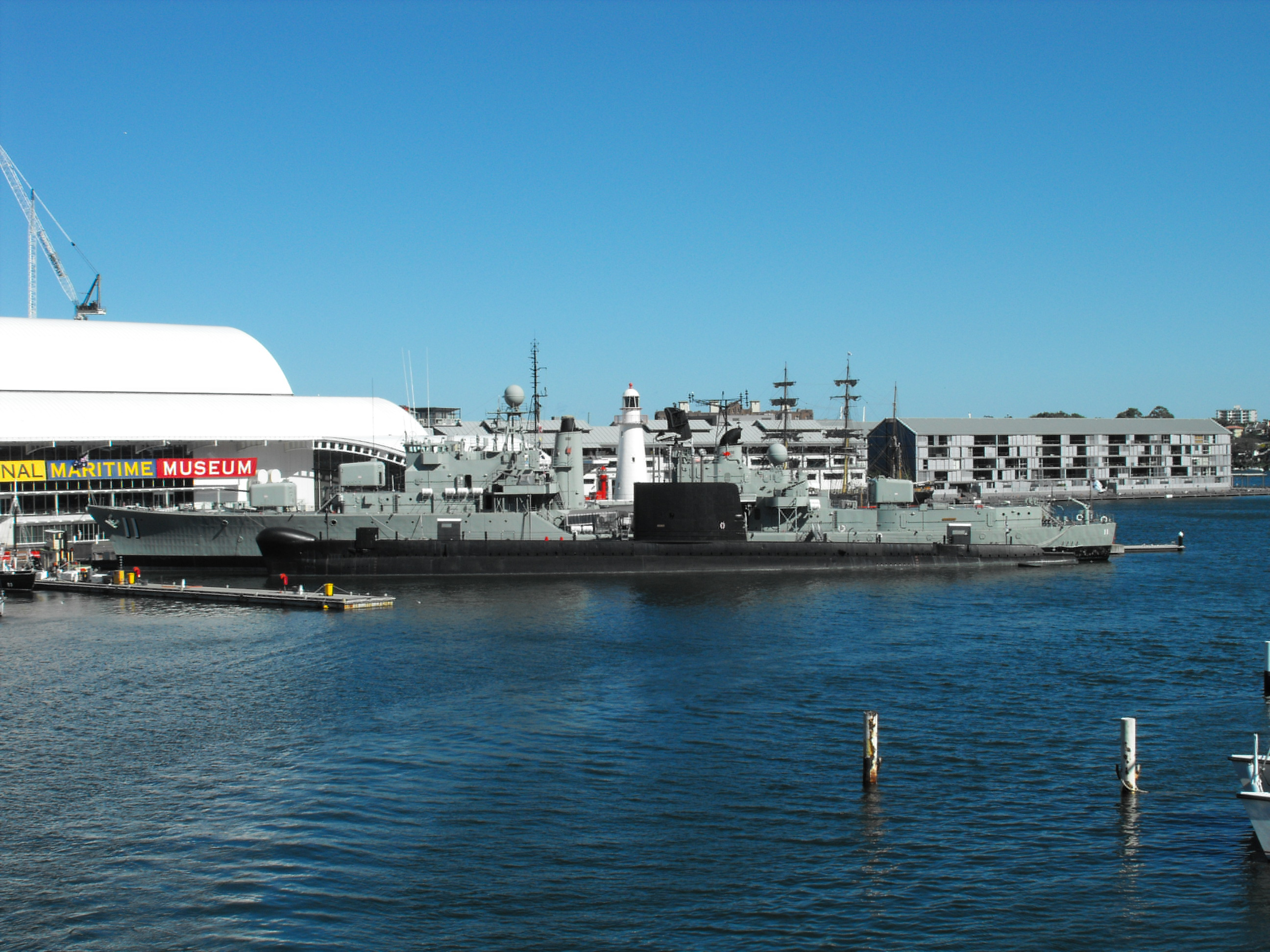
博物館船として展示されている「ヴァンパイア」

1970年代前半に、オーストラリア海軍は手持ちのデアリング級駆逐艦3隻のうち、「ヴァンパイア」と「ヴェンデッタ」の2隻に大規模な近代化改修を行った。
改修の内容は以下のとおりである。
- 艦橋を原型の開放式から、閉鎖式に変更。
- 早期警戒レーダーをLW-02に換装。
- 新型航法レーダーを追加。
- 射撃管制レーダーを、オランダ製のM22に換装。
- 前部煙突に覆いかぶさるように設置されていたラティスマストを撤去。これに伴い293型レーダーも撤去。
- AIC（Action Information Center）や通信装置、砲塔などの改良。

このほか、アイカラ対潜ミサイルやシーキャットPDMSの追加装備も計画されていたが、予算面の都合から見送られた。
「ヴァンパイア」は1970年6月29日から1971年11月17日まで、「ヴェンデッタ」は1971年9月29日から1973年5月2日まで、近代化改修が行われた。
また、「ダッチェス」は、バトル級駆逐艦「アンザック」の後継として、ウィリアムズタウン造船所において1973年1月3日から1974年8月14日にかけて練習艦に改修された。この際にX砲塔（後部砲塔）やスキッド対潜迫撃砲、魚雷発射管を撤去して、練習生のための教室や訓練設備を取り付けている。

## 配備
本級は1943年から1945年にかけて17隻が発注されたが、第二次世界大戦後の軍縮のために1945年12月に8隻がキャンセルされた。残る8隻は1945年12月から1949年3月にかけて順次に起工されたが、戦後に起工した他の駆逐艦同様、しばらくの間建造が中断され、就役は1950年代まで遅延した。また、当初はバトル級の一部として建造される予定であった「ダナエー」と「デライト」は、本級に設計変更されたものの、予算削減に伴って「ダナエー」の建造は中止され、「デライト」のみが就役した。また、オーストラリアにおいても3隻が建造されており、これらは同国海軍においてヴォイジャー級として運用された。また、1964年2月10日の空母「メルボルン」との衝突事故によって「ヴォイジャー」が失われたことから、英海軍艦であった「ダッチェス」が同年中にオーストラリア海軍へ貸与され、1972年にはそのまま同海軍へ150,000UKポンドで売却された。

### 同型艦
| 建造地 | #    | 艦名                                | 竣工            | 退役 | その後 |
| ------ | ---- | ----------------------------------- | --------------- | --- | --- |
| 英国   | D35  | ダイヤモンド HMS Diamond            | 1952年 2月      | 1970年 | 繋留練習艦として運用後、1981年にスクラップ処分                                                                            |
| 英国   | D05  | デアリング HMS Daring               | 1952年 3月      | 1971年 | 1971年中に解体処分 |
| 英国   | D119 | デライト HMS Delight                | 1953年10月      | 1971年 | 1971年中に解体処分 |
| 英国   | D108 | デインティ HMS Dainty               | 1953年 2月      | 1972年 | |
| 英国   | D114 | ディフェンダー HMS Defender         | 1952年12月      | 1969年 | 標的艦として運用後、1972年に解体処分                                                                                      |
| 英国   | D106 | デコイ HMS Decoy                    | 1953年4月       | 1969年 | ペルー海軍に売却、「フェレ」（DM-74）として再就役                                                                         |
| 英国   | D126 | ダイアナ HMS Diana                  | 1954年3月       | 1969年 | ペルー海軍に売却、「パラシオス」（DM-73）として再就役                                                                     |
| 英国   | D154 | ダッチェス HMS Duchess HMAS Duchess | 1952年 10月23日 | 1964年 5月8日 | 「ヴォイジャー」の喪失に伴い豪海軍へ貸与。 1972年8月に代金150,000UKポンドで同海軍へ売却。                                 |
| 豪州   | D154 | ダッチェス HMS Duchess HMAS Duchess | 1964年 5月8日   | 1977年 10月23日 | 1972～73年に、練習艦に改修。1980年解体                                                                                    |
| 豪州   | D04  | ヴォイジャー HMAS Voyager           | 1957年 2月12日  | 1964年2月10日、空母「メルボルン」との衝突事故により沈没。 この事故により、士官14名、水兵67名、民間人1名の合計82名が死亡。 | 1964年2月10日、空母「メルボルン」との衝突事故により沈没。 この事故により、士官14名、水兵67名、民間人1名の合計82名が死亡。 |
| 豪州   | D08  | ヴェンデッタ HMAS Vendetta          | 1958年 11月26日 | 1979年 10月9日 | 1987年、スクラップ処分 |
| 豪州   | D11  | ヴァンパイア HMAS Vampire           | 1959年 6月23日  | 1986年 8月13日 | 1980年～1982年に練習艦に改修。 退役後はオーストラリア国立海洋博物館で博物館船として展示                                   |

また、一旦は発注されたものの、1945年12月にキャンセルされた艦の予定艦名は以下の通りであった：
- ダナエー (HMS Danae)
- デーモン (HMS Demon)
- ダルウィーシュ (HMS Dervish)

- デコイ (HMS Decoy) [注釈 4]
- デライト (HMS Delight)[注釈 5]
- デスパレート (HMS Desperate)

- デザイアー (HMS Desire)
- ダイアナ (HMS Diana)[注釈 6]

また、オーストラリアでも4隻目の「ウォーターヘン（HMAS Waterhen）」が1952年に起工されたが、1954年にキャンセルされ建造中止となっている。

## ギャラリー

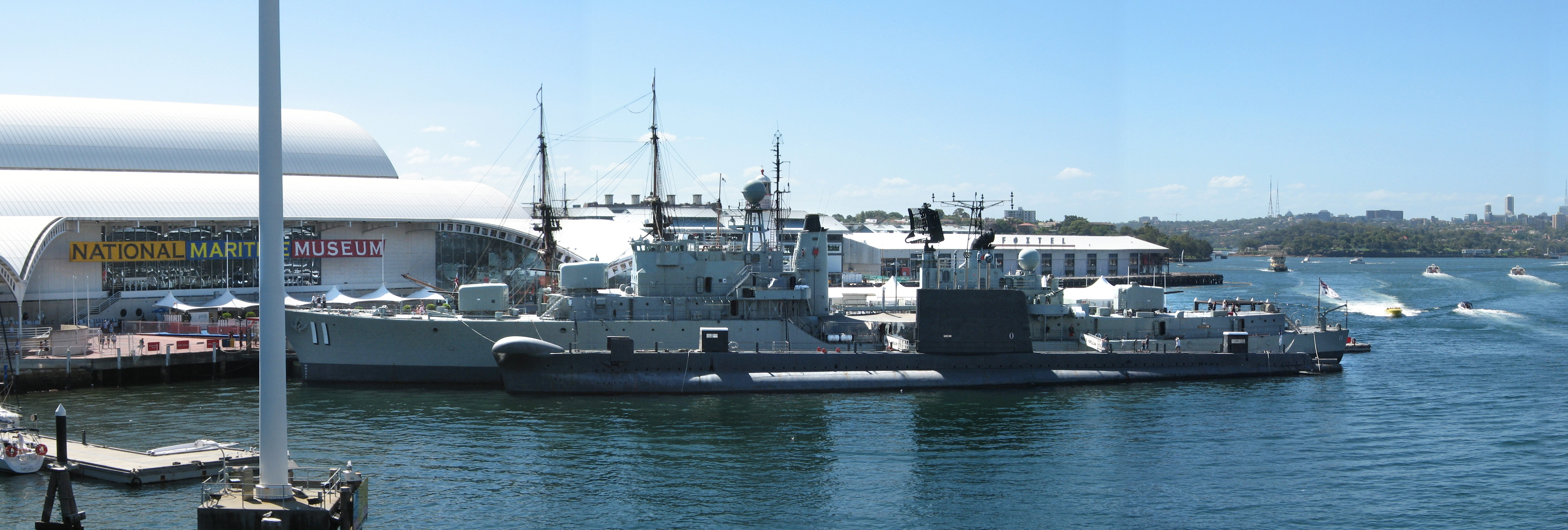
博物館船として展示されているHMAS ヴァンパイア。建造当時と比較してレーダー類が換装されているほか、艦橋が閉鎖式に改修されている。
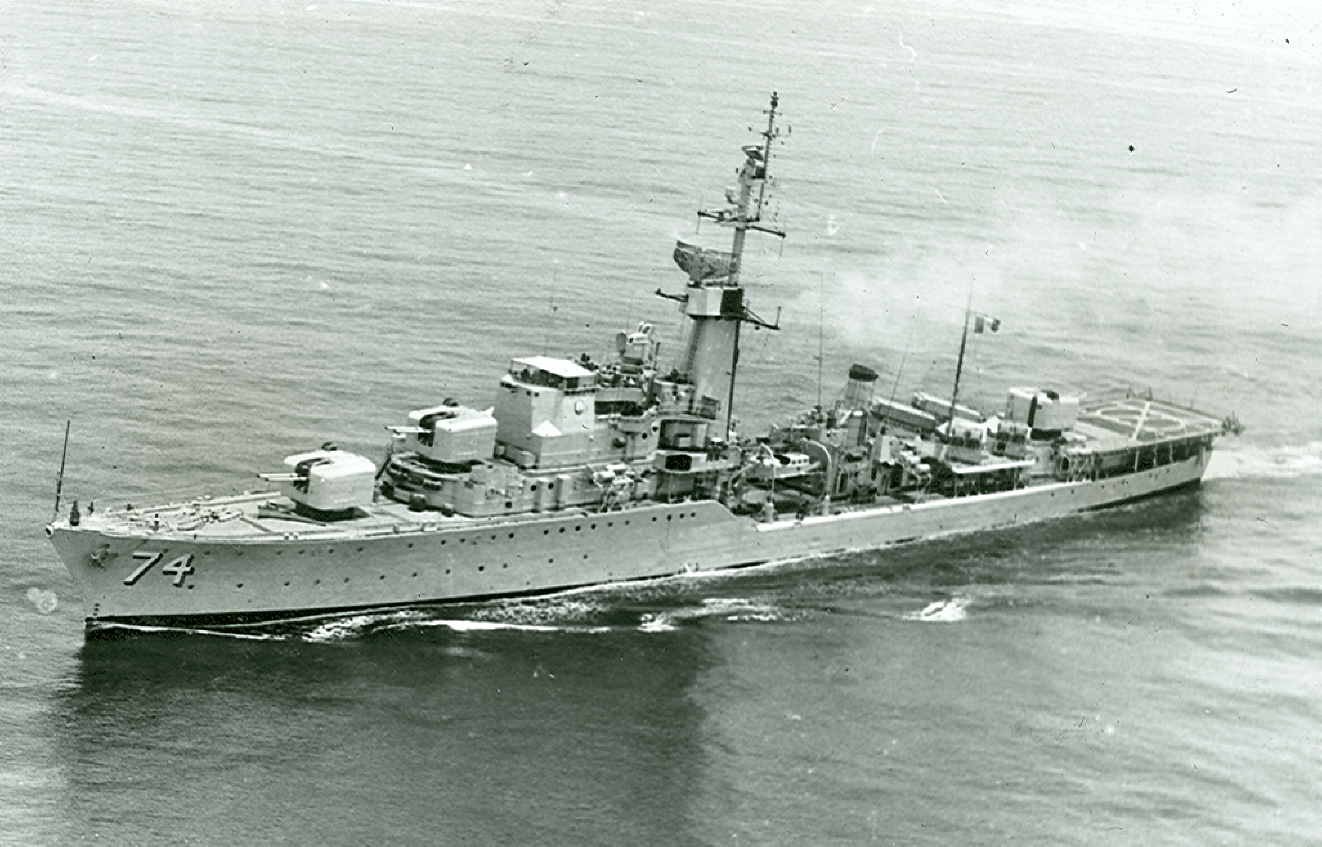
ペルー海軍のBAP フェレ（旧HMS デコイ） 後部砲塔の後部にヘリコプター甲板、後部砲塔の全部にMM38 エグゾセSSMの2連装箱型ランチャーが4基装備されているほか、マスト上のレーダーが換装されている。